# CD24
Signal transducer CD24, cunoscută și sub denumirea de cluster of differentiation 24 sau heat stable antigen (HSA), este o proteină care la om este codificată de gena CD24. CD24 este o moleculă de adeziune celulară.

## Funcție
CD24 este o sialoglicoproteină exprimată la suprafața majorității limfocitelor B și neuroblastelor. De asemenea, este exprimată pe neutrofile și precursori ai acestora începând cu stadiul mielocitelor. Proteina codificată este ancorată printr-o legătură glicozil fosfatidilinozitol (GPI) de suprafața celulei. Proteina contribuie, în plus, la o gamă largă de rețele de semnalizare în aval și este crucială pentru dezvoltarea neuronală. Legarea încrucișată a CD24 pe suprafața neutrofilelor induce apoptoza și aceasta pare să fie defectă în sepsis. Gena CD24 este întâlnită pe cromozomul 6 (6q21). O aliniere a secvenței acestei gene găsește locații genomice similare pe cromozomii 1p36, 3p26, 15q21.3, 20q11.2 și Yq11.222.